# Opfershofen
Opfershofen ist eine ehemalige Ortsgemeinde und eine Ortschaft der Gemeinde Bürglen im Bezirk Weinfelden des Kantons Thurgau in der Schweiz.
1816 bis 1994 war Opfershofen eine Ortsgemeinde in der Munizipalgemeinde Bürglen. Am 1. Januar 1995 fusionierte die Ortsgemeinde Opfershofen im Rahmen der Thurgauer Gemeindereform zur politischen Gemeinde Bürglen.

## Geographie

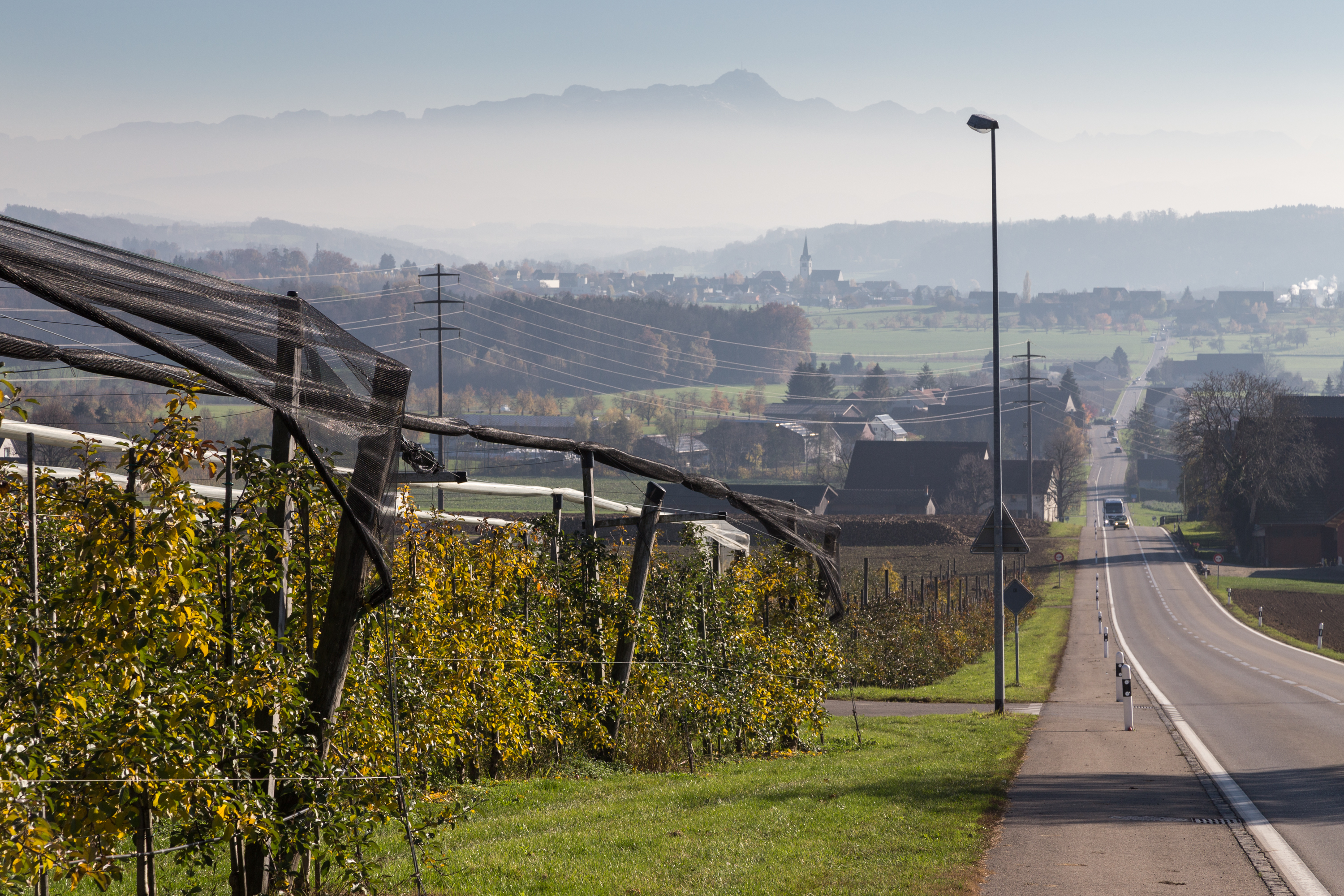
Die im Text erwähnte Landstrasse von Berg nach Sulgen kurz vor Opfershofen

Die Ortsgemeinde Opfershofen bestand aus den an der Landstrasse Sulgen–Berg liegenden Weilern Chrummbach, Oberopfershofen, Opfershofen und Uerenbohl.

## Geschichte
Opfershofen wurde 1238 als Opfirshofin erstmals erwähnt, Chrummbach bereits 838 als Crumbinbach.
In Chrummbach erwarb das Kloster St. Gallen 838 Besitz, während die Domkustorei Konstanz in Oberopfershofen Lehenrechte besass. Uerenbohl war Sitz eines Niedergerichts, dem Leimbach und Oberopfershofen zugeteilt waren und das zur Herrschaft Bürglen gehörte. Opfershofen und ein Teil von Chrummbach bildeten ein sogenannten Hohes Gericht unter dem thurgauischen Landvogt, während das restliche Chrummbach bis 1798 zur Herrschaft Berg gehörte. Kirchlich teilte Opfershofen stets das Schicksal der Pfarrgemeinde Sulgen.
Im 19. Jahrhundert bildeten bis zur Vereinigung zur Ortsgemeinde Opfershofen 1812 Chrummbach, Oberopfershofen, Opfershofen und Uerenbohl Kleinstgemeinden innerhalb der Munizipalgemeinde Birwinken. 1816 bis 1994 gehörte die Ortsgemeinde Opfershofen zur Munizipalgemeinde Bürglen.
Seit 1995 ist Opfershofen – ohne Uerenbohl, das zu Sulgen kam – Teil der politischen Gemeinde Bürglen.
Die Einwohner betrieben Acker-, Obst- und etwas Weinbau sowie Viehzucht. 1878 gab es eine Schifflistickerei mit 17 Beschäftigten.
Mit dem Konjunktureinbruch der Zwanzigerjahre des letzten Jahrhunderts wurde der Betrieb stillgelegt, und Opfershofen wird von der Landwirtschaft geprägt.

## Wappen

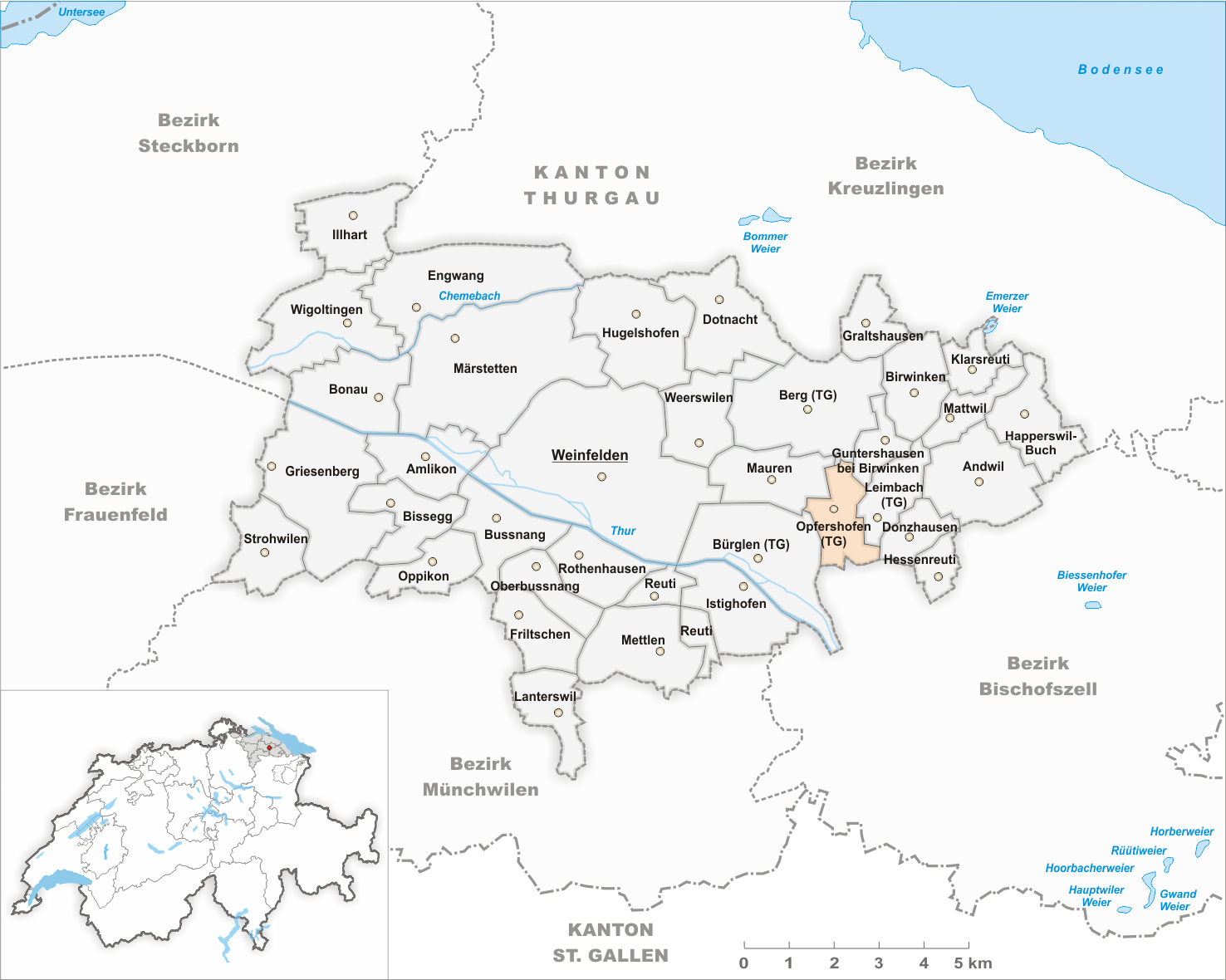
Gemeindestand vor der Fusion im Jahr 1995

Blasonierung: In Gelb zwischen zwei blauen Flanken ein roter Löwe.

Das Wappen ist eine neuere Schöpfung und weist auf die ehemaligen Besitzverhältnisse hin: Die blauen Flanken zusammen mit dem Gelb deuten auf die Herrschaft Bürglen hin, der rote Löwe in Gelb gibt die eidgenössische Landvogtei zu erkennen.

## Bevölkerung
| Jahr      | 1850 | 1900 | 1950 | 1990 |
| Einwohner | 238  | 201  | 236  | 160  |

Die Ortschaft Opfershofen zählte am 31. Dezember 2023 116 Einwohner. Davon gehörten 12 (u. a. in Oberopfershofen) zur Gemeinde Berg.
Von den 104 Einwohnern, die zur Gemeinde Bürglen gehörten, waren 10 bzw. 9,6 % ausländische Staatsbürger. 60 (57,7 %) waren evangelisch-reformiert und 11 (10,6 %) römisch-katholisch.